# Marāndeh
Marāndeh (persiska: مرانده) är en ort i Iran.   Den ligger i provinsen Mazandaran, i den norra delen av landet, 120 km nordost om huvudstaden Teheran. Marāndeh ligger 28 meter över havet och antalet invånare är 283.
Terrängen runt Marāndeh är huvudsakligen platt, men åt sydväst är den kuperad. Terrängen runt Marāndeh sluttar norrut. Runt Marāndeh är det ganska tätbefolkat, med 149 invånare per kvadratkilometer. Närmaste större samhälle är Āmol, 8,3 km öster om Marāndeh. Trakten runt Marāndeh består till största delen av jordbruksmark.